# Strephonota carteia
Espèce
Strephonota carteia est un papillon de la famille des Lycaenidae, de la sous-famille des Theclinae et du genre Strephonota.

## Dénomination
Strephonota carteia a été décrit par William Chapman Hewitson en 1870 sous le nom de Thecla carteia.
Synonyme : Zigirina carteia, Faynel, Brévignon & Johnson, 2003.

## Description
Strephonota carteia est un petit papillon avec une très courte et une longue fine queue à chaque aile postérieure.
Le dessus de bleu turquoise à bleu bordé de marron.
Le revers est beige avec aux ailes postérieures deux ocelles orange pupillés de noir, un entre les deux queues et un en position anale.

## Écologie et distribution
Strephonota carteia est présent en Colombie, en Équateur, au Pérou, en Guyana et en Guyane,.

### Protection
Pas de statut de protection particulier.